# Kameradschaftsehe
Kameradschaftsehe ist ein deutsch-tschechoslowakischer Stummfilm mit Ernst Verebes und Olaf Fjord in zwei Hauptrollen.

## Handlung
Anhand von zwei Beziehungen wird das Problem der Kameradschaftsehe, also der von rein praktischen und nicht emotionalen Beweggründen bestimmte Eheschließung, mit all seinen Für und Wider thematisiert. Die vier Protagonisten sind hier der Student Erich Helmholz und seine Frau Elli, eine Näherin, beide ein freudestrahlendes Ehe- aber doch auch Nicht-Liebespaar, und die aus bestem „Stall“ stammende Konsultochter Maria, die sich in ihrer Ahnungslosigkeit erst von einem x-beliebigen Mann schwängern lässt (ohne dass sie es selbst so recht versteht, wie das passieren konnte) und dann auf Druck ihrer entsetzten Eltern eine Kameradschaftsehe mit einem anderen Mann, mit glänzender Berufsperspektive, eingeht. Obwohl beim zweiten Kameradschaftsehepaar eigentlich eine Katastrophe programmiert scheint, lässt der allenthalben überquellende gute Wille aller Beteiligten die Geschichte anders enden. Oder wie Kritikerin Lucy von Jacobi es am 11. Mai 1929 in Tempo ironisch formulierte: “Tragödie, die gut ausgeht, weil es sich um lauter triefend edle Menschen handelt.”

## Produktionsnotizen
Kameradschaftsehe entstand im Dezember 1928 im A-B-Atelier von Vinohrady bei Prag. Der Film passierte die deutsche Zensur am 18. Januar 1929 und erlebte am 30. März desselben Jahres in Nürnberg seine Deutschlandpremiere. Die Berliner Erstaufführung fand am 10. Mai 1929 im Primus-Palast statt. In Prag lief der Streifen am 2. August desselben Jahres an. Die Länge des mit Jugendverbot belegten Neunakters betrug 2750 Meter.

## Kritiken
Der Film wurde von der Filmkritik einhellig verrissen. Nachfolgend drei Beispiele:

„Man möchte gern freundlich sein — hier darf man es nicht. Wer im Titelschild den Namen einer bekämpften und umstrittenen […] Gemeinschaftsform führt und nur und nichts anderes als einen untermittelmäßigen Tränenkram vorweist, muß sich den Kritiker als Warner […] gefallen lassen. Eine Handlung, so weinerlich und unerquicklich wie irgend denkbar, und eine Ausführung von Heinz Schall, im Niveau wie im Technischen von fast grotesker Unzulänglichkeit.“

„[D]er Film […] hat sachte das Problem umkurvt. Aber so ist es ja fast immer, wenn ein Thema gestreift wird, das interessant ist, weil es umstritten ist, und so wird es immer sein inmitten einer zerklüfteten Gesellschaft […] Der Film mag es nicht mit den Rechten und den Linken, nicht mit den Alten und nicht mit den Jungen verderben, das Resultat: er verdarb und verdirbt es mit allen.“

„Das Kapitel Kameradschaftsehe ist eigentlich eine sehr zeitgemäße Angelegenheit. Eine sozialpolitische Angelegenheit. Man müßte annehmen, daß der Autor dieses Films etwas Zeitgebundenes dazu sagen wüßte. Aber er bleibt an schön bürgerlich-konventionellen Musterbeispielen ohne besondere allgemeine Gültigkeit kleben. [… Man] bog die ganze Geschichte vielmehr zu einer ziemlich süßlichen, in ihrer Glaubwürdigkeit nicht immer überzeugenden und vor allem backfischmäßig betrachteten Liebesgeschichte ab. […] Die guten Ansätze, die spürbar sind, werden in diesen letzten Akten zugunsten billiger Geschmackskonzessionen überrannt. Außerdem läßt sich die Regie in dieser Courths-Mahleriade zu Dehnungen verführen, die die Geduld auf eine Pobe stellen.“